# Громадянська війна в Лаосі
Громадянська війна в Лаосі — збройний конфлікт на території Лаосу, який вівся між комуністичним рухом Патет Лао, підтримуваний Північним В'єтнамом (зокрема багатьма лаосцями північно-в'єтнамського походження) та Радянським Союзом, і урядом королівства Лаос з 23 травня 1959 року до 2 грудня 1975 року. Події Лаоської громадянської війни відбувалися в контексті масштабної війни у В'єтнамі та паралельно з Камбоджійською громадянською війною й були тісно взаємопов'язані. При цьому обидві протиборчі сторони отримували значну зовнішню підтримку в проксі-війні, що велася світовими супердержавами у часи Холодної війни. Цей збройний конфлікт також називають «Секретною війною» серед фахівців Центру спеціальної діяльності ЦРУ та ветеранами конфлікту народності Хмонг.
Під час Першої індокитайської війни Королівство Лаос стало прихованим театром протистояння для воюючих сторін. 22 жовтня 1953 року був підписаний Франко-лаоський договір про дружбу та асоціацію, який визначав порядок передачі решти французьких повноважень Королівському урядові Лаосу (крім контролю над військовими справами), визначивши Лаос як незалежного члена Французького Союзу. Однак до складу цього уряду не увійшли представники антиколоніального збройного націоналістичного руху Лао Іссара.
Наступні роки характеризувалися суперництвом між «нейтралістами» під керівництвом принца Суванни Фуми, правим крилом під керівництвом принца Боуна Оума з Королівства Тямпасак та лівим Лаоським патріотичним фронтом під керівництвом принца Суфанувонга і напівв'єтнамським майбутнім прем'єр-міністром Кейсоном Фомвіханом. Було зроблено декілька спроб створити коаліційні уряди, і нарешті у В'єнтьяні був заснований «трикоаліційний» уряд.

## Передумови
Женевська конференція, що проходила з 26 квітня по 20 липня 1954 року, зафіксувала розпад Французької імперії в Південно-Східній Азії та заснування нових незалежних держав: Демократичної Республіки В'єтнам (Північний В'єтнам), держави В'єтнам (майбутня республіка В'єтнам/Південний В'єтнам), королівств Камбоджа і Лаос.

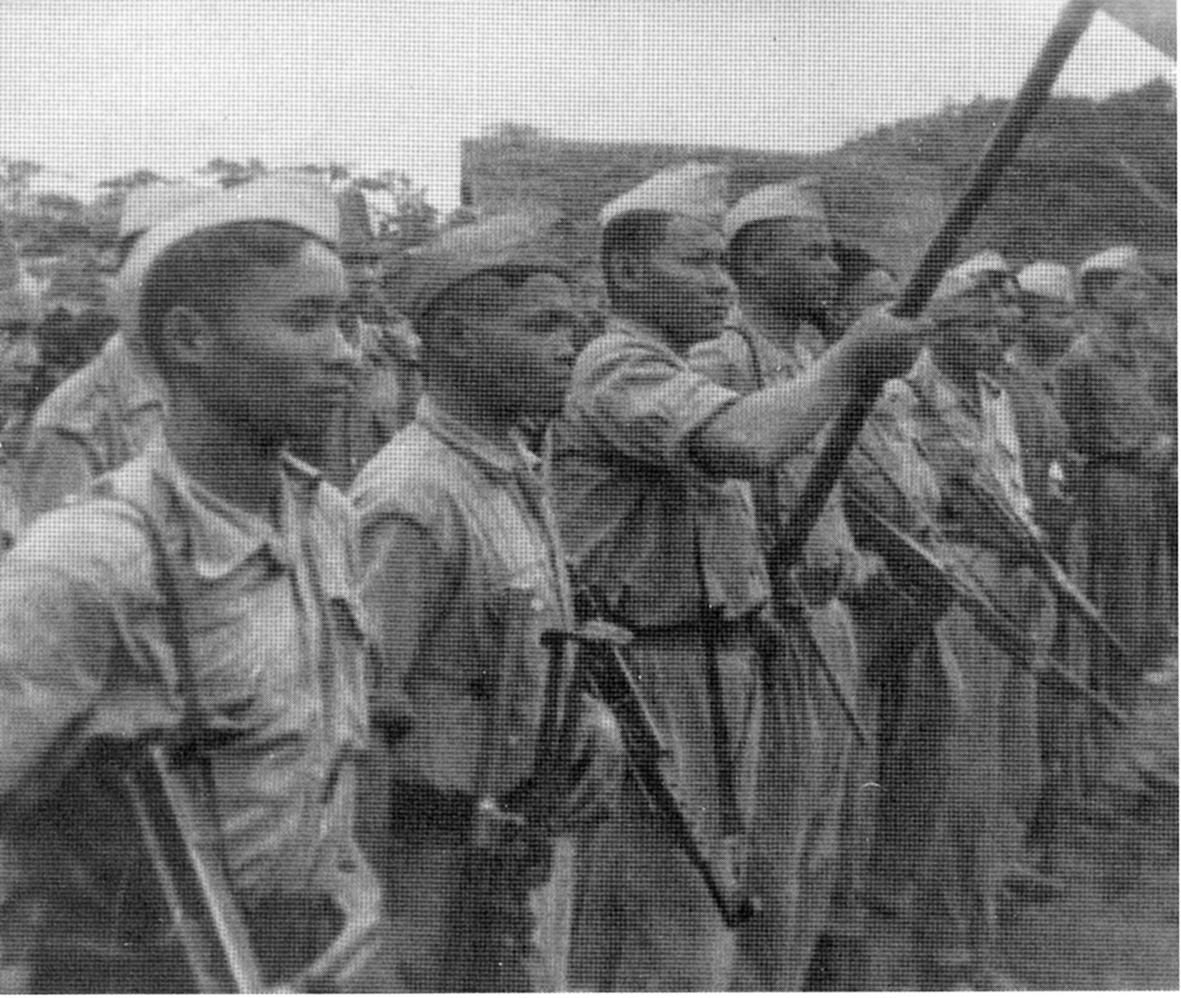
Повстанці руху Патет Лао

Однак Народна Армія В'єтнаму продовжувала діяти як на півночі, так і на південному сході Лаосу. З 1954 року вживалися неодноразові спроби витіснити в'єтнамців з території Лаосу, але незалежно від будь-яких домовленостей чи поступок, Ханой не мав наміру виходити з країни або відмовлятися від підтримки своїх комуністичних союзників у Лаосі.
У північній частині Лаосу збройні сили Північного В'єтнаму також активно діяли, докладаючи значних зусиль щодо підтримки комуністичного руху тамтешнього населення, Патет Лао, щоб здійснити тиск на уряд Королівства Лаос.
З часом керівництво Північного В'єтнаму заснувало дорогу, так звану «стежку Хо Ші Міна», яка простягалася паралельно в'єтнамсько-лаоському кордону в південно-східній частині Лаосу. Стежка призначалася для перекидання північно-в'єтнамських військ та поставок до Республіки В'єтнам в обхід демаркаційної лінії, а також для надання допомоги Національному фронту визволення.
15 травня 1959 року у складі Народної армії В'єтнаму було засноване регулярне формування північно-в'єтнамської армії, так звана «Група 559», на яку покладалося завдання щодо логістики та переміщення необхідних ресурсів, майна, озброєння, боєприпасів тощо для потреб військ Північного В'єтнаму, що билися на Півдні. Найголовнішим його досягненням стала відбудова та підтримка працездатності «стежки Хо Ші Міна», що проходила по східному кордону Лаосу. Зрештою, попри невпинну повітряну кампанію американської авіації, котру можливо порівняти з будь-якими «килимовими бомбардуваннями» у Другій світовій війні, ця транспортна магістраль зіграла важливу роль у забезпеченні перемоги в'єтнамських комуністів у війні.

## Початок війни
Датою початку громадянської війни в Лаосі західними спеціалістами вважається 23 травня 1959 року. Саме у цей день принц Суфанувонг, лідер лівого Лаоського патріотичного фронту, після відмови ввести укомплектовані й навчені батальйони Патет Лао до складу Королівської армії Лаосу, був заарештований зі своїми помічниками, але незабаром втік з-під варти. Два батальйони Патет Лао також розбіглися, забравши з собою їхнє озброєння, майно та обладнання, а також сім'ї та домашніх тварин.
Напруженість між сторонами протистояння починала зростати. 28 липня підрозділи північно-в'єтнамської армії атакували всюди уздовж північної ділянки в'єтнамсько-лаоського кордону. Розсіявши загони королівської армії, північні в'єтнамці вступили на підконтрольні Патет Лао території. Слабка організація протидії королівського війська в'єтнамській навалі, яких підтримували ліві загони Патет Лао, продемонструвало необхідність їх подальшого тренування та підготовки. Армія Лаосу чисельна перевершувала агресорів та сепаратистів, але при першому серйозному контакті, деморалізовані підрозділи розбігалися.

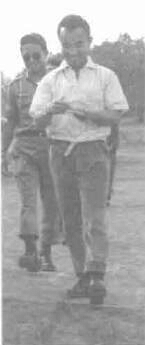
Капітан Конг Ле

9 серпня 1960 року капітан Конг Ле, на чолі свого парашутного батальйону спеціального призначення, що належав табору «нейтралістів» принца Суванни Фуми, зміг практично безкровно опанувати контроль над столицею В'єнтьяном. Поки прем'єр-міністр Тіао Самсаніт і військові керівники радилися в королівській резиденції в Луанґпхабанзі, молодий офіцер здійснив державний переворот, метою якого була проголошено кінець бойових дій у Лаосі, кінець іноземному втручанню і всеосяжній корупції, спровокованій західними радниками, а також кращого поводження з його солдатами. Однак «нейтралісти» не тільки не здобули широкої підтримки тамтешнього населення, а й невдовзі табір заколотників розколовся на конфронтуючі групи, кожна з яких оголошувала свої, власні інтереси. Крім того, Держсекретар США Крістіан Гертер дав зрозуміти, що США підтримуватиме «законний уряд короля», тобто прозахідний уряд прем'єр-міністра Тіао Самсаніта.
«Нейтралісти» у В'єнтьяні організували Виконавчий комітет Верховного командування революції, як тимчасовий уряд. 10 серпня урядовий генерал Фумі Носаван заявив, що планує повернути В'єнтьян силою. Посол США в Лаосі Вінтроп Г. Браун висловив йому підтримку, зазначивши, що Сполучені Штати підтримують відновлення миру «за допомогою швидких і рішучих дій».
За підтримки Центрального розвідувального управління тайський фельдмаршал Саріт Танарат створив секретну військову консультативну групу під назвою Кау Тау. Кау Тау підтримав контрпереворот у В'єнтьян проти нового лаоського уряду «нейтралістів», поставляючи артилерію, фахівців артилерії та радників силам Фумі.
У листопаді за допомогою Air America та прихованої допомоги з Таїланду Носаван і його війська вирушили на північ в сторону В'єнтьяна з Саваннакхета в південному Лаосі.

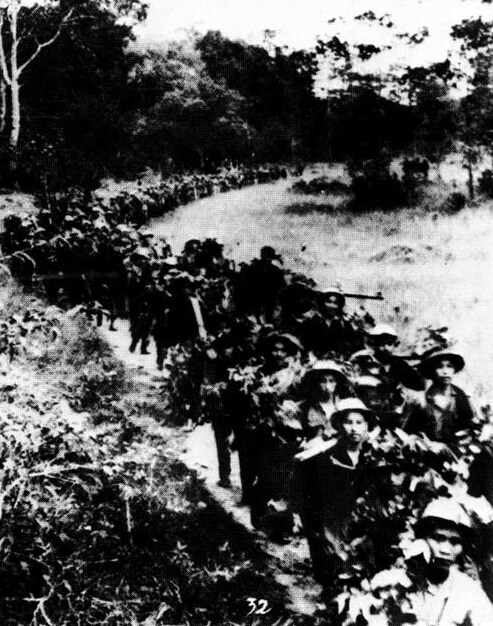
Північно-в'єтнамські війська на марші на території Лаосу. 1967

## Втручання іноземних держав
На початку грудня 1960 року Радянський Союз започаткував військовий повітряний міст у В'єнтьян, поставляючи прокомуністичним силам артилерію та підготовлену обслугу. Примітно, отже ці перевезення літаками озброєння та людей стали найбільшим повітряним мостом з часів Другої світової війни.
З іншого боку Сполучені Штати провели перекидання чотирьох бомбардувальників B-26 «Інвейдер» з Тайваню на Королівську базу ПС Тахлі, в готовності завдати удару по Лаосу. Пізніше до них приєдналися ще вісім B-26.
13 грудня армія Суванни Фуми розпочала триденне бомбардування В'єнтьяну, внаслідок чого у місті загинуло сімнадцять десантників Конг Ле та п'ятсот мирних жителів. 14 числа авіаносна група американського флоту була приведена у підвищену бойову готовність, а 2-га повітрянодесантна бригада готувалась до захоплення визначених лаоських аеродромів. США були готові евакуювати своїх військових радників та дипломатичний персонал з Лаосу, та вивезти їх з території країни.
Невдовзі підрозділи Конг Ле, під прикриттям в'єтнамської артилерії та за підтримки радянських повітряних постачань, відійшли на північ до Долини глеків.
Таким чином, переворот Фумі став успішним, але кінцевим результатом став союз «нейтралістів» з Патетом Лаосом 23 грудня. На кінець 1960 року Лаос став ареною протистояння світових наддержав.

## Наростання воєнних дій

### 1961
1 січня 1961 року об'єднані сили «нейтралістів» Конг Ле, Патет Лао і формування Північного В'єтнаму вибили 9000 військовослужбовців Королівської лаоської армії з Долини глеків.
3 січня Королівські ПС Лаосу отримали від союзного Таїланду перші протипартизанські літаки T-6 «Тексан». Через два дні вони здійснили свої перші бойові вильоти проти в'єтнамських військ і Патет Лао, прикриваючи відступ військ з долини глеків.
Радянські повітряні поставки продовжувалися, доставлялося все більше легкого та важкого озброєння для антиурядових сил. 7 січня Північний В'єтнам перекинув до району конфлікту ще чотири піхотні батальйони на посилення коаліції «Патет Лао/Нейтралісти».
У свою чергу США вирішили протидіяти ескалації шляхом постачання літаками зброї 7000 партизанів Хмонг. Для цього ВМС США передали чотири вертольоти H-34 підрозділу ЦРУ Air America.
До початку лютого 1961 року на посилення лаоських Королівських повітряних сил прибули ще чотири тайських пілоти на чотирьох Т-6. Однак вже до кінця березня п'ять Т-6 були втрачені в ході бойових дій.
Незважаючи на те, що французи закінчили свою навчальну місію й вивели спеціалістів з країни, американське втручання у громадянську війну в Лаосі посилювалося: незабаром 16 вертольотів H-34 були передані з Корпусу морської піхоти США в Air America.
9 березня комуністи захопили єдиний транспортний вузол між Луанґпхабанґом та В'єнтьяном. Королівські війська попросту кинули зброю і розбіглися. У зіткненнях брав участь підрозділ американських спеціальних військ. 22 квітня 1961 року у бою два американські сержанти були вбиті, а командир команди капітан Вальтер Мун схоплений і пізніше він був страчений під час спроби втекти з полону. Ще один сержант був звільнений через шістнадцять місяців.
Центральне розвідувальне управління США продовжувало активну діяльність, розпочавши таємний набір лаоських монтаньярдів до проурядових загонів повстанців. Батальйони комплектувалися за етнічною ознакою, більшість з них — хмонги, але деякі — Яо або Лао Теунг.
До літа ЦРУ підготувало 9000 бійців до лав підпільної армії.
У грудні роялісти вирішили встановити контроль над всією провінцією Нам-Тха на північному заході Лаосу. Однак розміщені тут війська незабаром опинилися під сильним тиском комуністів.

### 1962
У лютому 1962 року уряд Королівського Лаосу, вважаючи, що контроль над регіоном Нам Та досить слабкий, вирішило посилити свої війська десантниками, що давало чисельну перевагу захисникам і мало гарантувати утримання Нам Та. Однак, у травні північно-в'єтнамські війська провели штурм і розгромив роялістські війська, що під тиском противника втекли на південь до Таїланду.
Зіткнувшись із таким фіаско, США та інші іноземні держави розгорнули політичний тиск на уряд Лаосу, підштовхуючи його вступити в коаліцію з Патет Лао та силами «нейтралістів» Конг Ле. Женевські угоди, де дипломатичними шляхами намагалися врегулювати проблему Лаосу, визначали одним з пунктів досягнення миру виведення іноземних військових радників з Королівства до жовтня. США розформували свою Дорадчу групу з питань військової допомоги та відкликали свою військову місію. В'єтнамські комуністи цього не робили; вони вивели лише 40 технічних працівників із приблизно 2000.

### 1963
До середини року різко погіршилися стосунки між Патео Лао і «нейтралістами». Незабаром «нейтралісти» розпалися на дві фракції — групу Конг Ле правого толку та групу, очолювана Куїнімом Полсеною та полковником Деуаном Сунналатом, лівого руху. 12 лютого 1963 року був вбитий перший заступник Конг Ле, полковник Кецана. Незабаром після цього було вбито Квініма Полсену та його заступника. Табір «нейтралістів» остаточно розпався, а деякі перейшли до Патет Лао. Незабаром боротьба між Патет Лао та урядовими військами відновилася.
Бачачи, що безпекова ситуація в Лаосі не стабілізувалася, Сполучені Штати відновили Консультативну групу з питань військової допомоги для підтримки її зусиль у Лаосі, розгорнувши її в Бангкоку.
У серпні Королівські ПС Лаосу отримали свої перші чотири літаки Т-28, які були пристосовані для боротьби з повстанцями. Нерегулярні підрозділи, які навчалися в попередньому році в Таїланді, тепер були сформовані в батальйон під назвою SGU 1. Діяльність іррегулярних проурядових сил розросталася по всій країні. У Військових регіонах 3 та 4 почали активність спеціалізовані групи розвідки та спостереження для моніторингу ситуації на стежці Хо Ші Міна.

### 1964—1965
19 квітня 1964 року полковник Купрасіт Абхай знову здійснив військовий переворот у В'єнтьяні і повалив уряд Суванни Фуми, який попри осуд перевороту королем, тепер був змушений змістити свою політичну позицію вправо. Фума вивів з кабінету «нейтралістів», які виступали за співпрацю з ПФЛ, і 2 травня оголосив про злиття правих сил та «нейтралістів». Скориставшись заворушеннями у столиці, комуністи напали на позиції роялістів та нейтралістів у Долині глеків. 17 травня 1964 року військова авіація США почала бомбардування зони Лаосу, що залишилася під контролем Патріотичного фронту. Лаос все більше втягувався у В'єтнамську війну, що охоплювала всі три країни Індокитаю.
Літо 1964 року характеризувалося успішними діями Королівської армії. 19-29 липня ними була проведена операція «Трикутник», результатом якої стало визволення від комуністичних сил однієї з небагатьох доріг у Лаосі — шляху 13, що з'єднував адміністративну столицю В'єнтьян з королівською столицею Луанґпхабанґом.

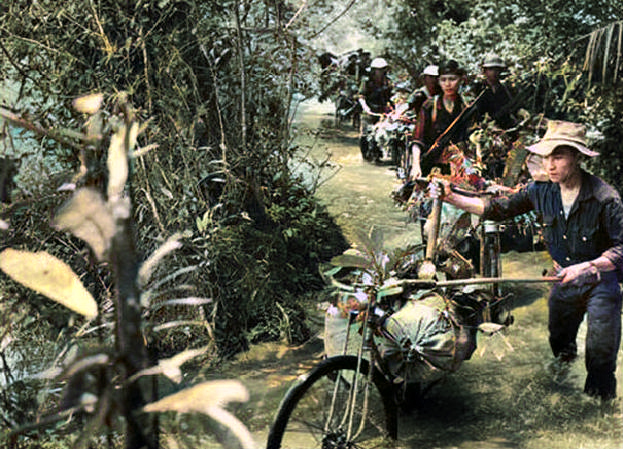
Транспортування вантажів велосипедами по стежці Хо Ші Міна

14 грудня 1964 року американці розпочали масштабну повітряну кампанію «Баррел Ролл», на підтримку проурядових військ у битві за долину глеків.
3 квітня США розпочали операцію «Стіл тайгер» поблизу в'єтнамської демілітаризованої зони з метою виявлення та знищення сил та техніки противника, які вночі переміщувались на південь на стежку Хо Ші Міна до Південного В'єтнаму.
Наприкінці 1965 року комуністи значно збільшили своє проникнення на стежку Хо Ші Міна. Сполучені Штати вирішили зосередити повітряні сили на невеликому відрізку шляху, найближчого до Південного В'єтнаму, яка найбільш інтенсивно використовувалася противником. 5 грудня 1965 року була розпочата операція «Стіл хаунд», в якій використовувались літаки ПС, ВМС США та морської піхоти США, в'єтнамські ПС та Королівські ПС Лаосу. 11 грудня до цієї тактичної операції приєдналися стратегічні бомбардувальники B-52, які вперше використовувались над Лаосом.
З 1965 року епіцентр громадянської війни поступово перемістився до північного Лаосу і характеризувалося короткими, але часто дуже напруженими сутичками.

### 1966—1967
У липні 1966 року королівські війська захопили долину Нам-Бак і встановили лінію оборони на північ від Луангпхабанга. В Долині глеків просування Патет Лао поступово сповільнилося через знищення складів припасів унаслідок американських бомбардувань. Королівські війська контратакували і до серпня 1966 просунулися на 45 миль вглиб Північного В'єтнаму; у відповідь північно-в'єтнамська армія перекинула значні сили та в результаті боїв лаоські роялістські війська змушені були відступити.

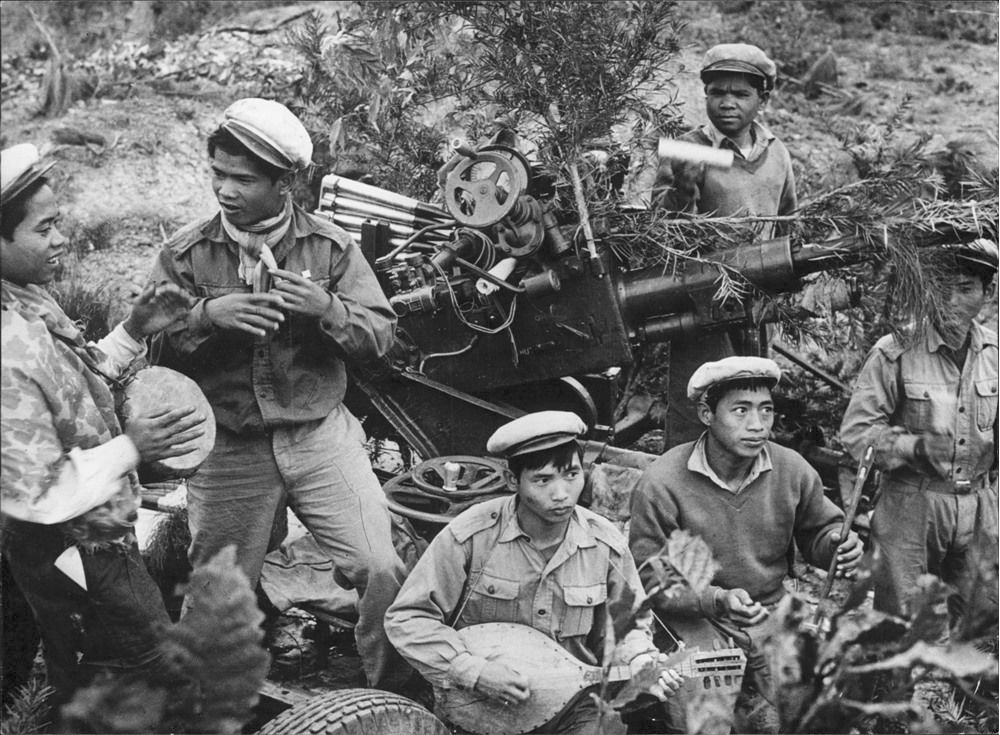
Лаоська обслуга 37-мм автоматичної зенітної гармати 61-К на бойових позиціях. 1967

У східній частині ПС США і Лаосу продовжували свої операції з бомбардування «стежці Хо Ші Міна». Так, тільки B-52 здійснили в 1967 році 1718 бойових нальотів на ці райони, втричі більше ніж у попередньому році. Основними їхніми цілями були вантажівки, які перевозили військові вантажі по дорозі.
У північному Лаосі комуністи повільно просувалися по Долині глеків і незабаром королівські війська опинилися в критичному становищі. До середині жовтня близько 4500 урядових солдатів, незважаючи на їхню погану підготовку, були додатково зосереджені в Нам-Бак, який став розглядатися як наріжний камінь «залізної дуги» Королівських оборонних позицій у північному Лаосі. У відповідь 316-та стрілецька дивізія Північного В'єтнаму була відправлена в Лаос для штурму Нам-Бака і незабаром гарнізон роялістів був незабаром оточений. За допомогою авіації королівські сили тримали оборону. 25 грудня в'єтнамська армія почала артилерійську підготовку наступу.

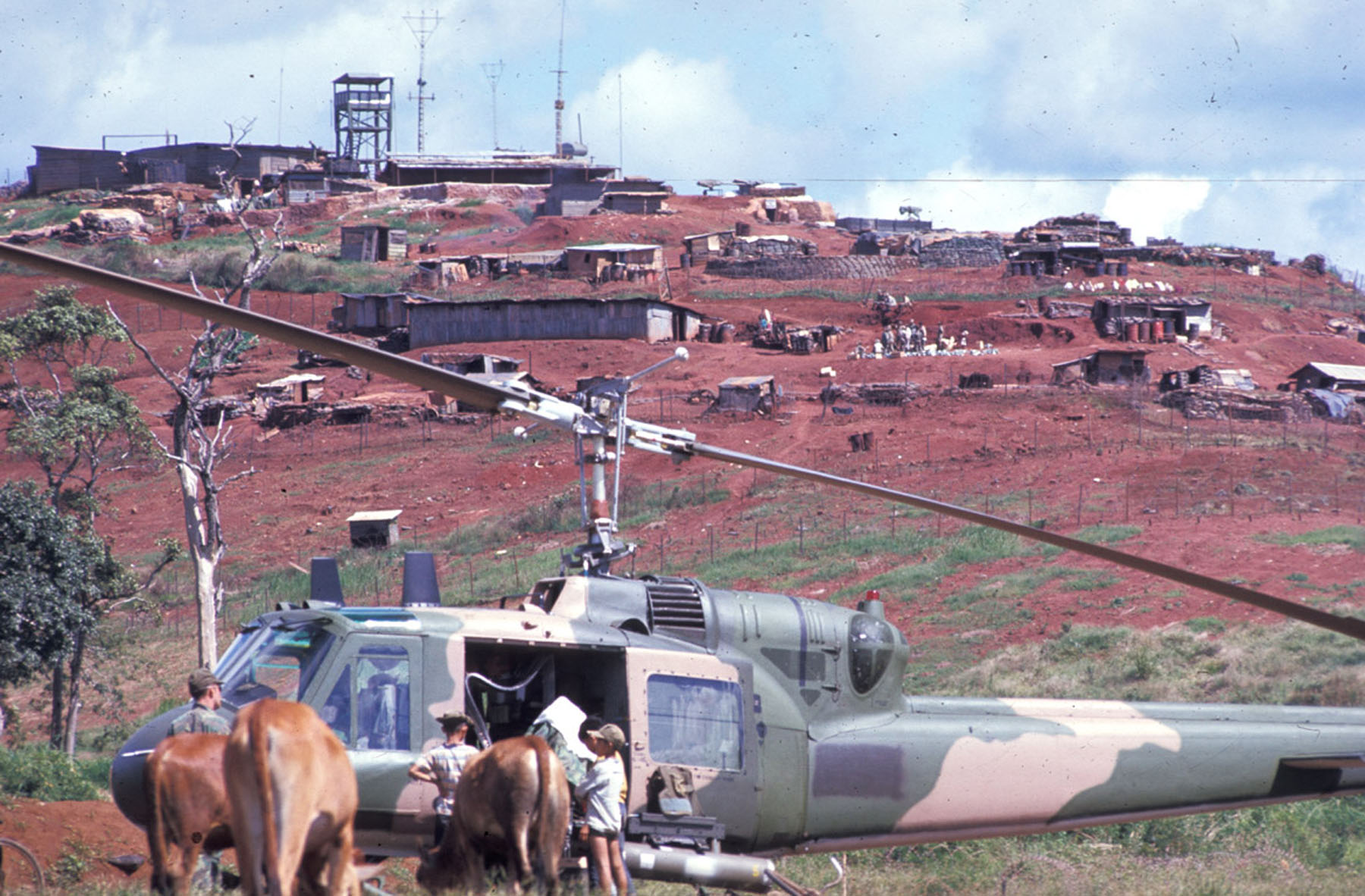
Вертоліт UH-1P на американській базі в Лаосі. 1970-ті

### 1968
13 січня 1968 року північно-в'єтнамська армія розпочала ретельно підготовлену потужну наступальну операцію на Королівську лаоську армію в Нам Бак. У ході протистояння лаоські захисники відступили, не маючи достатньо сил протистояти переважаючим силам противника. Роялісти зазнали такої приголомшливої поразки, що їхня армія так і не відновилася; в розпорядженні уряду залишились лише племінні нерегулярні члени партизанських загонів, що воювали на його боці.
Протягом 1968 року комуністи повільно просувалися північною частиною Лаосу, раз за разом перемагаючи лаоські сили. 10 березня 1968 року Патет Лао та в'єтнамські війська захопили важливий американський навігаційний центр системи TACAN під час битви за Ліма Сайт 85. З 19 американських військових, що билися за комплекс, 13 загинули.
15 листопада США розпочали чергову повітряну кампанію «Командо Хант» проти стежки Хо Ші Міна, оскільки Північний В'єтнам надсилав все більше і більше військ і запасів, ніж будь-коли, по цьому маршруту до Південного В'єтнаму.

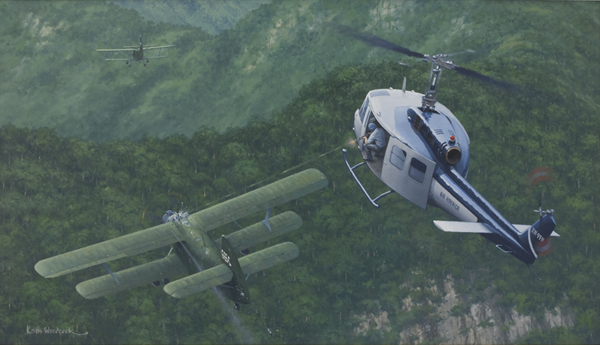
Повітряний бій між американським вертольотом та в'єтнамськими Ан-2 у ході битви за Ліма Сайт 85. Березень 1968

### 1969—1972
23 березня 1969 року Королівська лаоська армія під командуванням Ванг Пао розпочала великий наступ (кампанія Коу Кієт) на комуністів у долині глеків/ Сіенг Хоанг за підтримки власних авіаційних підрозділів та ПС США. У червні Патет Лао і армія Північного В'єтнаму розпочали контрнаступальну операцію, однак вже до серпня королівські лаоські війська знову атакували і повернули втрачене.
11 лютого розпочався наступ прокомуністичних сил, так звана 139-та кампанія. До 20 числа контроль над долиною глеків був здобутий. Роялісти відступили до Муонг Сюй. 25 лютого вони залишили місто Сіенг Хоанг. 18 березня впав Хам Тхонг, а авіабаза Лонг Тьенг опинилися під загрозою. 25 квітня кампанія закінчилася. Після закінчення кампанії значні сили в'єтнамських військ залишилися на території країни.
На початку 1970 року свіжі війська з Північного В'єтнаму пройшли через північний Лаос. Повітряні сили США запросили B-52, і 17 лютого вони були використані для бомбардування цілей на півночі Лаосу. Просування ворога було зупинене лаоським контрнаступом, і до кінця року військова кампанія мала характер двосторонніх атак та контратак з непередбачуваними результатами.
Попри тому, що протягом року переміщення комуністичних сил стежкою Хо Ші Міна на південь В'єтнаму зростало, військові зусилля США в Лаосі зменшилися, оскільки влада у Вашингтоні, вважаючи, що цілі США в Південно-Східній Азії досягнуті, запровадила бюджетні обмеження, що зменшило кількість бойових місій.

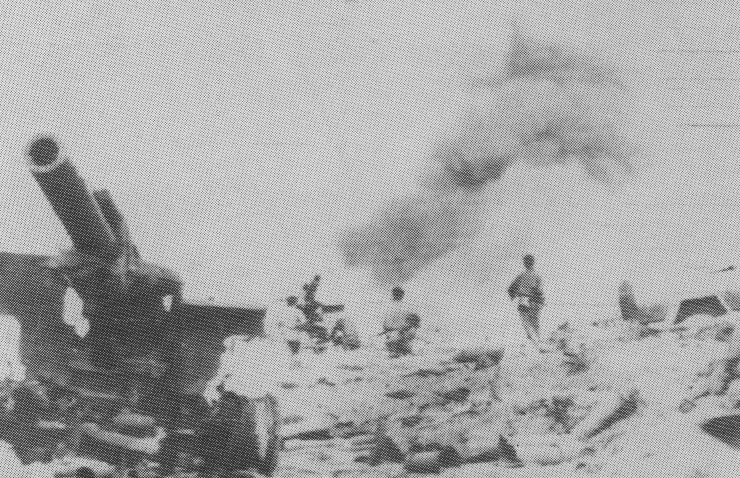
Захоплення в'єтнамськими військами бази вогневої підтримки «Лоло». Операція «Лам Сон 719». 1971

8 лютого 1971 року південно-в'єтнамська армія здійснила вторгнення в південні райони Лаосу, намагаючись перерізати «стежку Хо Ші Міна». 25 лютого В'єтнамська народна армія перейшла в контрнаступ, і південно-в'єтнамська армія, зазнавши великих втрат і не виконавши поставлені завдання, відступила з території Лаосу. В кінці року північно-в'єтнамські війська тимчасово зайняли всю долину глеків, завдавши тяжкої поразки урядовим силам.
21 травня 1972 року збройні сили Королівства Лаос здійснили чергову спробу опанувати долину глеків. Бойові дії точилися до 15 листопада 1972 року й за твердженнями комуністів ними були вбиті 1200 військових армії Лаосу та ще 80 захоплені в полон.
30 березня 1972 року В'єтнамська народна армія розпочала стратегічний наступ «Нгуен Хюе» проти Південного В'єтнаму і усі сили американської стратегічної авіації були перенацілені на цей напрямок. Рівень підтримки урядових сил Лаосу з боку американських збройних сил впав до мінімального з 1965 року рівня.
На півночі Лаосу комуністи додатково здобули певних успіхів протягом року, але не змогли перемогти урядові сили. У листопаді керівництво Патет Лао погодилося зустрітися з представниками уряду Лаосу для обговорення режиму припинення вогню.
Війна призвела до великої кількості біженців, пік яких становив 378 800 внутрішньо переміщених осіб у жовтні 1973 року.

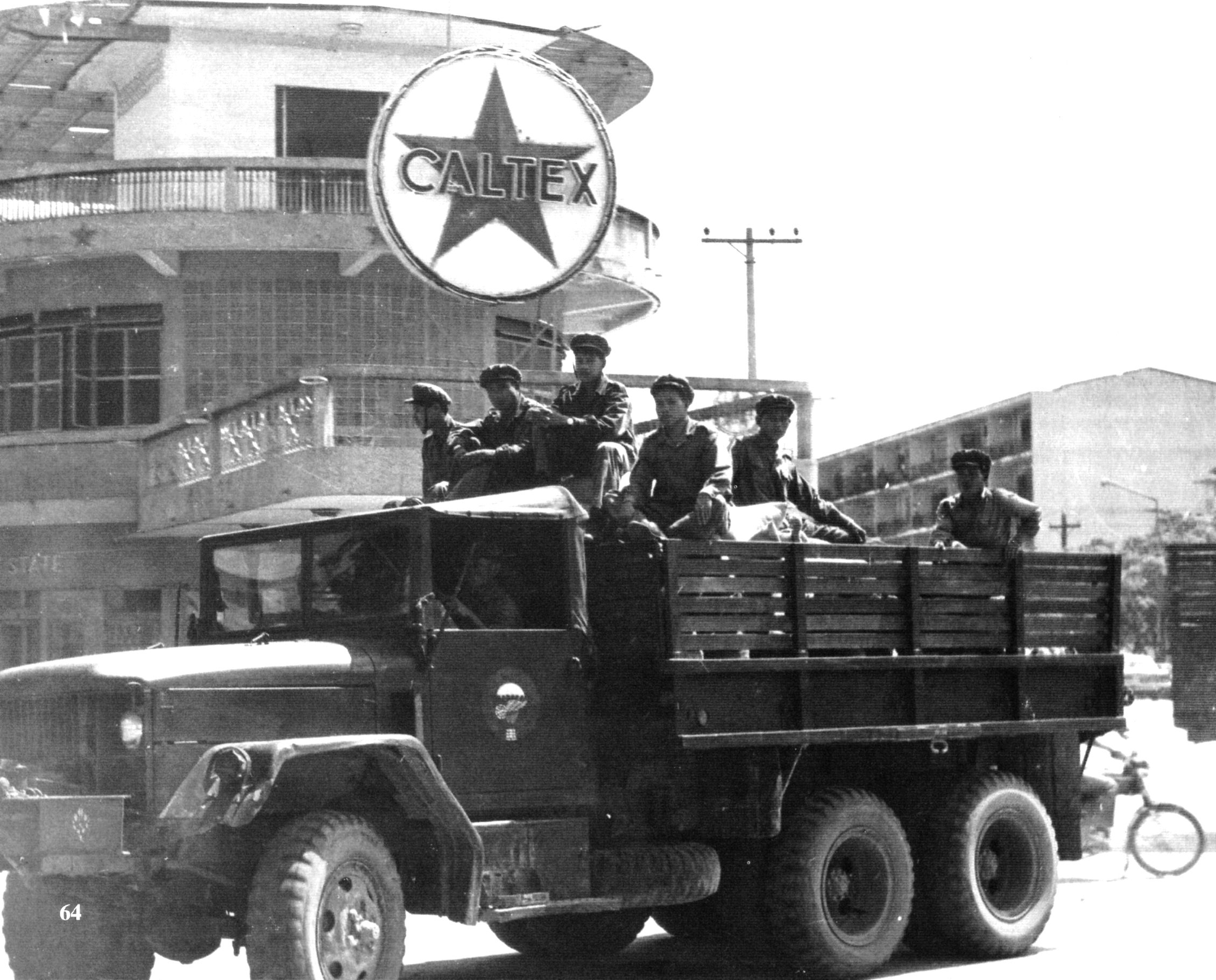
Військові Патет Лао на вантажівках у В'єнтьяні. 1973

### 1973—1974
У 1973 році, у відповідності до умов Паризьких мирних угод, США вивели свої війська, водночас Північний В'єтнам, не був зобов'язаний видалити свої сили з країни.
21 лютого 1973 було укладено В'єнтьянску угоду, яка передбачала створення коаліційного уряду, й поклала край громадянській війні в Лаосі. У 1974 і 1975 роках баланс сил у Лаосі поступово зміщується на користь Патет Лао. Прем'єр-міністр Суванна Фума був деморалізований і хворий, після серцевого нападу в середині 1974 року він провів кілька місяців на лікуванні у Франції, після чого оголосив, що іде з політики після виборів, намічених на початок 1976 року.
Антикомуністичні сили, таким чином, залишилися без лідера і загрузли у сварках і корупції. Суфанувонг, навпаки, був впевненим в собі політиком і мав за спиною дисципліновані кадри комуністичної партії та сили Патет Лао і армії Північного В'єтнаму. Завершення американської підтримки також означало масову демобілізацію солдат королівської армії. При цьому Патет Лао продовжував отримувати допомогу від Північного В'єтнаму та Радянського Союзу.
У травні 1974 року Суфанувонг висунув «План національного відродження» з 18 пунктів, який був одностайно прийнятий. Ця єдність була символом його зростаючого домінування. План обіцяв вільні вибори, демократичні права і повага до релігії, а також конструктивну економічну політику. При цьому в ім'я «національної єдності» вводилася цензура, що ускладнювало життя не-комуністичних рухів. У січні 1975 року було заборонено всі громадські збори і демонстрації. Визнаючи тенденцію розвитку подій, впливові ділові та політичні кола країни почали переносити свої активи, а в деяких випадках і переїздить самі, до Таїланду, Франції чи США.

### 1975
13 грудня 1974 року Північний В'єтнам почав масований наступ проти Південного В'єтнаму, який завершився у квітні 1975 року їхньою повною перемогою в тамтешній війні. За 13 діб до падіння Сайгона в Камбоджі до влади прийшли Червоні кхмери, захопивши Пномпень. Керівництво Патет Лао сприйняло ці події з натхненням і зважилося на захоплення влади в Лаосі. Війська Патет Лао в Долині глеків почали просуватися на захід, до столиці.
Наприкінці квітня війська Патет Лао зайняли урядовий форпост Сала Фоу Хоум на 13-ій дорозі на Муанг Кассі. В цей же час у В'єнтьяні спалахнули демонстрації проти правих і з вимогою політичних змін. Праві міністри вийшли з уряду і втекли з країни. Прем'єр-міністр Суванна Фума, побоюючись подальших конфліктів і, мабуть, довіряючи обіцянкам Суфанувонга вести помірковану політику, дав вказівки не чинити опору бійцям Патет Лао, які займали урядові будівлі. США почали евакуацію персоналу свого дипломатичного корпусу.
У травні 1975 року армія Патет Лао увійшла до великих міст півдня Лаосу, а на початку червня зайняли Луанґпхабанґ. В'єнтьяні охопила паніка, оскільки більшість бізнес-еліти і багато чиновників і офіцерів, які співпрацювали з США, екстрено покидали місто, вивозячи свої сім'ї та майно через Меконг до Таїланду. Визнаючи свою поразку, Ванг Пао повів у вигнання тисячі своїх бійців-хмонгів та їхні родини. В результаті близько третини всіх лаоських мяо покинули країну. В серпні війська Патет Лао увійшли в майже порожній В'єнтьян.
Протягом перших кількох місяців Патет Лао виконував свої обіцянки поміркованості. Загальна структура коаліційного уряду була збережена, не було ніяких арештів або показових процесів. Дипломатичні відносини з США були збережені, незважаючи на негайне припинення будь-якої допомоги з боку США. Але в грудні відбулася різка зміна в політиці. Було проведено спільне засідання уряду та Консультативної ради, на якому Суфанувонг зажадав негайної зміни державної політики.
2 грудня 1975 року, коли В'єнтьян виявився повністю під владою комуністів, король Саванг Ватхана змушений був погодитися з відреченням від престолу, а Суванна Фума — подати у відставку. Була проголошена Лаоська Народно-Демократична Республіка з президентом Суфанувонгом. Кейсон Фомвіхан вийшов з тіні, щоб стати прем'єр-міністром і фактичним правителем країни. Гасла свободи виборів і політичних свобод були забуті: не-комуністичні газети закриті, була запущена масштабна чистка цивільних службовців, армії і поліції. Тисячі людей були відправлені для «перевиховання» у віддалені частини країни, де багато хто з них загинув.
Репресії викликали новий відтік населення з країни. Близько 90 % лаоських інтелектуалів, техніків і чиновників покинули Лаос після комуністичної узурпації влади в країні. Багато представників професійного та інтелектуального класу, які спочатку були готові працювати на користь нового режиму, передумали і поїхали — це було набагато простіше зробити з Лаосу, ніж спробувати втекти з В'єтнаму чи Камбоджі. У пропорційному відношенні Лаос зазнав найбільшої втечі біженців з країн Індокитаю, коли 300 000 людей із загальної кількості 3 мільйони населення перетнули кордон з Таїландом.
Узурпувавши владу, Патет Лао розірвав свої економічні зв'язки з усіма сусідами (включаючи Китай), за винятком Демократичної Республіки В'єтнам, і підписав договір про дружбу з Ханоєм. Договір дозволяв в'єтнамцям розміщувати своїх солдатів у Лаосі та розміщувати радників при уряді та з економіки. Більшість істориків та журналістів вважає це закінченням Другої війни в Індокитаї.

## Наслідки війни
Через масштабність та трагічність війни у В'єтнамі більшість людей по всьому світу, навіть у США та В'єтнамі, майже не пам'ятають про події громадянської війни у Лаосі. Тільки, через 22 роки після закінчення Лаоської війни, 15 травня 1997 року, США офіційно визнали свою роль у «Секретній війні».
Лише за період з 1965 до 1973 рр. у ході бомбардувань авіація США здійснила 230 516 вильотів, під час яких скинула 2 756 941 т боєприпасів на 113 716 лаоських об'єктів. Як наслідок, до вересня 1969 року долина глеків була в основному безлюдною. Для порівняння — американська авіація скинула на Лаос більше боєприпасів, ніж вона це здійснила під час стратегічних бомбардувань у роки Другої світової війни, в результаті чого до кінця війни на території Лаосу знаходилося близько 78 мільйонів боєприпасів, що не розірвалися. За підрахунками майже 30 % американських авіаційних боєприпасів не спрацювало й залишалися «тихою смертю» протягом років та десятиліть. Провінція Сіангкхуанг стала найбільш сильно розбомбленою провінцією. Близько 300 лаосців гинуть або отримують поранення внаслідок підриву авіаційних боєприпасів час громадянської війни.